# Берёзное (Староконстантиновский район)
Берёзное (укр. Березне) — село в Староконстантиновском районе Хмельницкой области Украины.
Население по переписи 2001 года составляло 180 человек. Почтовый индекс — 31112. Телефонный код — 3854. Занимает площадь 0,717 км². Код КОАТУУ — 6824280701.

## История
В 1946 г. указом ПВС УССР село Лашки переименовано в Березное.

## Местный совет
31112, Хмельницкая обл., Староконстантиновский р-н, с. Березное